# Ковальчук, Николай Прокопьевич
Николай Прокофьевич Ковальчук (26 ноября 1886, Блонь, Минская губерния — 25 июля 1960, Москва) — советский военачальник, генерал-майор (18 мая 1943), кандидат военных наук (22 сентября 1955), доцент (18 октября 1958).

## Биография
Родился 26 ноября 1886 года в селе Блонь Игуменского уезда Минской губернии (ныне агрогородок Пуховичского района Минской области). Белорус.
До призыва в армию Н.П. Ковальчук работал чернорабочим на товарной станции Варшавской ж. д. в Петрограде.
В Первую мировую войну 7 августа 1915 года Н.П. Ковальчук мобилизован на военную службу и направлен в 40-й запасной батальон, затем с октября служил в 177-м пехотном Изборском полку 45-й пехотной дивизии. В июне – октябре 1916 года по болезни лечился в госпитале, затем был направлен в 171-й пехотный запасной полк в Петрограде. С апреля 1917 года служил писарем во 2-м пограничном полку. В феврале 1918 года был демобилизован и возвратился в Петроград.
В Гражданскую войну 8 мая 1918 года добровольно вступил в РККА и служил делопроизводителем в 5-м пограничном полку в г. Луга. В сентябре 1919 года полк был развернут в 158-ю бригаду в составе 53-й пограничной дивизии, а Н.П. Ковальчук служил в ней секретарем военкома и врид военкома, помощник военкома бригады, комиссаром связи бригады. Участвовал в боях против белоэстонцев. С 25 августа 1920 года при отходе войск 4-й армии из-под Варшавы был интернирован в Германию. 6 сентября как политработник арестован немецкими властями и до 25 октября содержался в тюрьмах в г. Лютцен и Гаммель, затем был в лагере интернированных в г. Гаммель. В конце декабря возвратился на родину и назначен помощником военкома 6-го полка ВНУС в Москве.
После войны с апреля 1921 года Н.П. Ковальчук служил в 321-м стрелковом полку комиссаром батальона и врид военкома полка. С декабря был помощником военкома 103-го и 105-го стрелковых полков МВО, с октября 1922 года – военкомом отдельной гаубичной батареи 14-й стрелковой дивизии. С марта по июнь 1923 года проходил подготовку на военно-политических курсах при окружной партийной школе, затем вернулся на прежнюю должность. В декабре назначен военкомом 2-го полевого тяжелого артиллерийского дивизиона 2-го стрелкового корпуса. В октябре 1925 года убыл на артиллерийские курсы усовершенствования старшего комсостава в г. Детское Село, после окончания которых в сентябре 1926 года назначен командиром батареи 25-го отдельного тяжелого артиллерийского дивизиона в г. Коломна. С октября 1927 года командовал дивизионом в 108-м артиллерийском полку АРГК в г. Бронницы и с этой должности в июне 1930 года поступил слушателем в Военную академию РККА имени М.В. Фрунзе. В мае 1933 года окончил её и был направлен начальником штаба Управления начальника артиллерии 4-й стрелковой дивизии им. Германского пролетариата БВО в г. Слуцк. С февраля 1935 года служил в штабе округа пом. начальника отделения 1-го отдела, а с сентября 1936 года начальником 1-го отделения и врид начальника 1-го отдела.
В январе 1938 года назначен командиром 2-го артиллерийского полка 2-й Белорусской стрелковой дивизии в г. Минск. В октябре направлен на учёбу в Академию Генштаба РККА. Будучи слушателем академии, с 22 ноября 1939 по 19 апреля 1940 года был командирован на Северо-Западный фронт и в должности начальника артиллерии 9-й армии участвовал в боях с белофиннами. Затем 20 июня 1940 года по заданию Генштаба направлен в штаб ОдВО, где в должности начальника штаба артиллерии участвовал в походе в Бессарабию. 2 августа окончил академию и был назначен старшим помощником начальника западного отдела Оперативного управления Генштаба РККА. С апреля 1941 года там же исполнял должность начальника северо-западного отдела.
Великая Отечественная война
С началом Великой Отечественной войны полковник Н.П. Ковальчук 15 июля 1941 года назначен помощником начальника по учебно-строевой части Томского артиллерийского училища. 30 ноября 1941 года допущен к исполнению должности начальника артиллерии 366-й стрелковой дивизии. С 9 по 18 ноября она была передислоцирована в г. Вологда, где вошла в 59-ю армию резерва ВГК. С 7 декабря подчинена Волховскому фронту и совершила марш в направлении Тихвина. С 16 января 1942 года её части в составе 2-й ударной и 52-й (с 26 февраля) армий участвовали в Любанской наступательной операции, в боях в районе ст. Мясной Бор. В ходе наступления дивизия вбила клин в оборону противника и вышла ему в тыл на подступах к ст. Красная Горка. За образцовое выполнение заданий командования 17 марта 1942 года она была преобразована в 19-ю гвардейскую. С 13 мая полковник Н.П. Ковальчук исполнял должность начальника штаба управления начальника артиллерии 59-й армии, а с 18 июня – заместителя начальника артиллерии армии.
С 15 сентября 1942 года вступил в командование 377-й стрелковой дивизией, которая занимала оборону на плацдарме на р. Волхов перед Спасской Полистью и в Мясном Бору. В августе 1943 года назначен начальником штаба 59-й армии и в этой должности находился до конца войны. В январе – феврале 1944 года её соединения в составе Волховского фронта участвовали в Ленинградско-Новгородской наступательной операции, в ходе которой была разгромлена немецко-фашистская группа армий «Север». В Новгородско-Лужской наступательной операции им удалось прорвать сильную оборону противника на новгородском направлении и освободить г. Новгород, затем они вели наступление на лужском направлении. В середине февраля армия была передана Ленинградскому фронту, её полевое управлении выведено в резерв, а войска переданы 8-й и 67-й армиям. Получив новые части и соединения, 59-я армия в третьей декаде марта заняла оборону на вост. берегу Чудского озера на рубеже Васкнарва, Гдов и удерживала его до лета 1944 г. В начале июня она была перегруппирована на Карельский перешеек и в ходе Выборгской операции частью сил во взаимодействии с силами Балтийского флота провела десантную операцию, в ходе которой очистила от противника группу островов в Выборгском заливе. С 10 июля по 21 сентября обороняла острова и побережье Выборгского залива, а после выхода Финляндии из войны и заключения с ней перемирия до конца ноября охраняла государственную границу СССР на Карельском перешейке от р. Вуокса до Финского залива. 2 декабря армия выведена в резерв Ставки ВГК, передислоцирована на территорию Польши в район Жешув, Ланьцут, Жолыня и 20 декабря включена в состав 1-го Украинского фронта. С января 1945 г. принимала участие в Сандомирско-Силезской, Нижнесилезской, Верхнесилезской и Пражской наступательных операциях.
Послевоенная карьера
После окончания войны оставался в прежней должности до 9 июля 1945 года, затем назначен начальником штаба Ставропольского военного округа. Занимал должность до декабря 1945 года.
В январе 1946 года переведен на преподавательскую работу в Высшую военную академию имени К.Е. Ворошилова и проходил в ней службу старшим преподавателем оперативного искусства. В академии ему была присуждена ученая степень «кандидат военных наук» (22.9.1955), а решением ВАК Министерства высшего образования СССР от 18.10.1958 года он утвержден в ученом звании «доцент».
Скончался 25 июля 1960 года в Москве. Похоронен на Преображенском кладбище Москвы.

## Награды
- Орден Ленина;
- Три ордена Красного Знамени;
- Орден Суворова 2-й степени;
- Орден Кутузова 2-й степени;
- Медаль «ХХ лет РККА»;
- Медаль «За оборону Ленинграда»;
- Медаль «За победу над Германией в Великой Отечественной войне 1941-1945гг.»;
- Медали СССР[1];

Иностранные награды.
- Орден «Возрождения Польши» III класса,
- Командорский крест.